# Saison 2 de Young Sheldon
Chronologie
Saison 1 Saison 3
La deuxième saison de Young Sheldon, série télévisée américaine, est composée de vingt-deux épisodes, a été diffusée du 24 septembre 2018 au 16 mai 2019 sur CBS, aux États-Unis.

## Synopsis
Sheldon Cooper, jeune prodige vivant dans le Texas de l'Est, intègre le lycée de sa ville à l'âge de neuf ans.

## Distribution

### Acteurs principaux
- Iain Armitage (VF : Soren Chouillet) : Sheldon Cooper, âgé de 9 ans
- Zoe Perry (VF : Anne Tilloy) : Mary Cooper, la mère de Sheldon
- Lance Barber (VF : Éric Aubrahn) : George Cooper, Sr., le père de Sheldon
- Montana Jordan (VF : Victor Biavan) : George Cooper, Jr., le frère de Sheldon
- Raegan Revord (VF : Lior Chabat) : Missy Cooper, la sœur de Sheldon
- Jim Parsons (VF : Fabrice Fara) : la voix de Sheldon Cooper, adulte et narrateur
- Annie Potts (VF : Blanche Ravalec) : Meemaw, la grand-mère de Sheldon

### Acteurs récurrents
- Wyatt McClure : Billy Sparks
- Ryan Phuong : Tam
- Valerie Mahaffey : Mme Victoria MacElroy
- Rex Linn : le principal Tom Petersen
- Danielle Pinnock : Mme Evelyn Ingram
- Brian Stepanek : M. Givens
- Doc Farrow (VF : Nicolas Justamon) : Roy Wilkins, l'assistant du coach
- Matt Hobby (VF : Matthieu Albertini) : le pasteur Jeff Hodgkins

## Production

### Diffusions
- Aux États-Unis, elle est diffusée depuis le 24 septembre 2018 sur le réseau CBS.
- Au Canada, elle est diffusée en simultané sur le réseau CTV.

## Liste des épisodes

### Épisode 1:Sheldon livreur de journaux
- États-Unis /  Canada : 24 septembre 2018 sur CBS[1] / CTV
- France :
  - 1er octobre 2018 sur Canal+ Séries[2] (en VOSTFr)
  - 8 août 2019 sur Canal+ (en VF)
  - 23 mai 2020 sur NRJ 12 (en clair)

- Histoire : Chuck Lorre et Steve Molaro
- Mise en scène : David Bickel, Eric Kaplan et Jeremy Howe

- États-Unis : 10,58 millions de téléspectateurs[3] (première diffusion)

### Épisode 2:Rencontres entre prodiges
- États-Unis /  Canada : 27 septembre 2018 sur CBS / CTV
- France :
  - 1er octobre 2018 sur Canal+ Séries (en VOSTFr)
  - 8 août 2019 sur Canal+ (en VF)
  - 23 mai 2020 sur NRJ 12 (en clair)

- Histoire : Chuck Lorre, Steven Molaro et David Bickel
- Mise en scène : Damir Konjicija, Dario Konjicija et Tara Hernandez

- États-Unis : 10,21 millions de téléspectateurs[4] (première diffusion)

### Épisode 3:La Mise à l'épreuve
- États-Unis /  Canada : 4 octobre 2018 sur CBS / CTV
- France :
  - 8 octobre 2018 sur Canal+ Séries (en VOSTFr)
  - 9 août 2019 sur Canal+ (en VF)
  - 23 mai 2020 sur NRJ 12 (en clair)

- Histoire : Chuck Lorre, David Bickel et Eric Kaplan
- Mise en scène : Steve Molaro, Maria Ferrari et Jeremy Howe

- États-Unis : 10,68 millions de téléspectateurs[5] (première diffusion)

### Épisode 4:Soirée pyjama
- États-Unis /  Canada : 11 octobre 2018 sur CBS / CTV
- France :
  - 15 octobre 2018 sur Canal+ Séries (en VOSTFr)
  - 9 août 2019 sur Canal+ (en VF)
  - 23 mai 2020 sur NRJ 12 (en clair)

- Histoire : Chuck Lorre, David Bickel et Jeremy Howe
- Mise en scène : Steven Molaro, Damir Konjicija et Dario Konjicija

- États-Unis : 11,18 millions de téléspectateurs[6] (première diffusion)

### Épisode 5:Recherche universitaire et pâtisseries tchécoslovaques
- États-Unis /  Canada : 18 octobre 2018 sur CBS / CTV
- France :
  - 22 octobre 2018 sur Canal+ Séries (en VOSTFr)
  - 12 août 2019 mycanal.fr (en VF)
  - 30 mai 2020 sur NRJ 12 (en clair)

- Histoire : Steven Molaro, Damir et Dario Konjicija
- Mise en scène : Chuck Lorre, David Bickel et Eric Kaplan

- États-Unis : 11,00 millions de téléspectateurs[7] (première diffusion)

### Épisode 6:Sept pêchés capitaux
- États-Unis /  Canada : 25 octobre 2018 sur CBS / CTV
- France :
  - 29 octobre 2018 sur Canal+ Séries (en VOSTFr)
  - 12 août 2019 mycanal.fr (en VF)
  - 30 mai 2020 sur NRJ 12 (en clair)

- Histoire : Chuck Lorre, David Bickel et Jeremy Howe
- Mise en scène : Chuck Lorre, Eric Kaplan et Connor Kilpatrick

- États-Unis : 10,96 millions de téléspectateurs[8] (première diffusion)

- Jason Alexander : Professeur Gene Lundy

### Épisode 7:Sheldon s'émancipe
- États-Unis /  Canada : 1er novembre 2018 sur CBS / CTV
- France :
  - 5 novembre 2018 sur Canal+ Séries (en VOSTFr)
  - 12 août 2019 mycanal.fr (en VF)
  - 30 mai 2020 sur NRJ 12 (en clair)

- Histoire : Chuck Lorre, Damir Konjicija et Dario Konjicija
- Mise en scène : Steven Molaro, Eric Kaplan et Tara Hernandez

- États-Unis : 11,07 millions de téléspectateurs[9] (première diffusion)

- Wallace Shawn (professor John Sturgis)
- Mckenna Grace (Paige)
- Josh Cooke (Barry)
- Andrea Anders (Linda)
- Wyatt McClure (Billy Sparks)

### Épisode 8:Génie informatique et génie pneumatique
- États-Unis /  Canada : 8 novembre 2018 sur CBS / CTV
- France :
  - 12 novembre 2018 sur Canal+ Séries (en VOSTFr)
  - 12 août 2019 mycanal.fr (en VF)
  - 6 juin 2020 sur NRJ 12 (en clair)

- Histoire : Chuck Lorre, Damir et Dario Konjicija
- Mise en scène : Steven Molaro, David Bickel et Tara Hernandez

- États-Unis : 11,00 millions de téléspectateurs[10] (première diffusion)

### Épisode 9:Dynamiques familiales et voiture de sport
- États-Unis /  Canada : 15 novembre 2018 sur CBS / CTV
- France :
  - 19 novembre 2018 sur Canal+ Séries (en VOSTFr)
  - 12 août 2019 mycanal.fr (en VF)
  - 7 juin 2020 sur NRJ 12 (en clair)

- Histoire : Steve Molaro, Maria Ferrari et Tara Hernandez
- Mise en scène : Chuck Lorre, Eric Kaplan et Jeremy Howe

- États-Unis : 10,77 millions de téléspectateurs[11] (première diffusion)

### Épisode 10:Farces et attrapes
- États-Unis /  Canada : 6 décembre 2018 sur CBS / CTV
- France :
  - 10 décembre 2018 sur Canal+ Séries (en VOSTFr)
  - 12 août 2019 mycanal.fr (en VF)
  - 7 juin 2020 sur NRJ 12 (en clair)

- États-Unis : 10,91 millions de téléspectateurs[12] (première diffusion)

### Épisode 11:Une race de surhumains et une lettre à Alf
- États-Unis /  Canada : 3 janvier 2019 sur CBS / CTV
- France :
  - 7 janvier 2019 sur Canal+ Séries (en VOSTFr)
  - 12 août 2019 mycanal.fr (en VF)
  - 8 juin 2020 sur NRJ 12 (en clair)

- États-Unis : 10,95 millions de téléspectateurs[13] (première diffusion)

### Épisode 12:Sheldon à l’hôpital
- États-Unis /  Canada : 10 janvier 2019 sur CBS / CTV
- France :
  - 14 janvier 2019 sur Canal+ Séries (en VOSTFr)
  - 12 août 2019 mycanal.fr (en VF)
  - 8 juin 2020 sur NRJ 12 (en clair)

- États-Unis : 12,05 millions de téléspectateurs[14] (première diffusion)

### Épisode 13:Le Réacteur nucléaire
- États-Unis /  Canada : 17 janvier 2019 sur CBS / CTV
- France :
  - 21 janvier 2019 sur Canal+ Séries (en VOSTFr)
  - 12 août 2019 mycanal.fr (en VF)
  - 9 juin 2020 sur NRJ 12 (en clair)

- États-Unis : 11,46 millions de téléspectateurs[15] (première diffusion)

### Épisode 14:Sheldon, justicier
- États-Unis /  Canada : 31 janvier 2019 sur CBS / CTV
- France :
  - 4 février 2019 sur Canal+ Séries (en VOSTFr)
  - 12 août 2019 mycanal.fr (en VF)
  - 9 juin 2020 sur NRJ 12 (en clair)

- États-Unis : 11,58 millions de téléspectateurs[16] (première diffusion)

### Épisode 15:La Leçon d'humilité
- États-Unis /  Canada : 7 février 2019 sur CBS / CTV
- France :
  - 11 février 2019 sur Canal+ Séries (en VOSTFr)
  - 12 août 2019 mycanal.fr (en VF)
  - 10 juin 2020 sur NRJ 12 (en clair)

- États-Unis : 12,06 millions de téléspectateurs[17] (première diffusion)

### Épisode 16:Panique chez les Cooper
- États-Unis /  Canada : 21 février 2019 sur CBS / CTV
- France :
  - 25 février 2019 sur Canal+ Séries (en VOSTFr)
  - 12 août 2019 mycanal.fr (en VF)
  - 10 juin 2020 sur NRJ 12 (en clair)

- États-Unis : 11,31 millions de téléspectateurs[18] (première diffusion)

### Épisode 17:Albert Einstein et l'histoire d'une autre Marie
- États-Unis /  Canada : 7 mars 2019 sur CBS / CTV
- France :
  - 11 mars 2019 sur Canal+ Séries (en VOSTFr)
  - 12 août 2019 mycanal.fr (en VF)
  - 11 juin 2020 sur NRJ 12 (en clair)

- États-Unis : 11,57 millions de téléspectateurs[19] (première diffusion)

### Épisode 18:Tests d'aptitude
- États-Unis /  Canada : 4 avril 2019 sur CBS / CTV
- France :
  - 8 avril 2019 sur Canal+ Séries (en VOSTFr)
  - 12 août 2019 mycanal.fr (en VF)
  - 11 juin 2020 sur NRJ 12 (en clair)

- États-Unis : 10,50 millions de téléspectateurs[20] (première diffusion)

### Épisode 19:Le Président des élèves
- États-Unis /  Canada : 25 avril 2019 sur CBS / CTV
- France :
  - 29 avril 2019 sur Canal+ Séries (en VOSTFr)
  - 12 août 2019 mycanal.fr (en VF)
  - 27 juin 2020 sur NRJ 12 (en clair)

- États-Unis : 10,46 millions de téléspectateurs[21] (première diffusion)

### Épisode 20:Une demande en mariage et un crucifix
- États-Unis /  Canada : 2 mai 2019 sur CBS / CTV
- France :
  - 6 mai 2019 sur Canal+ Séries (en VOSTFr)
  - 12 août 2019 mycanal.fr (en VF)
  - 4 juillet 2020 sur NRJ 12 (en clair)

- États-Unis : 10,73 millions de téléspectateurs[22] (première diffusion)

### Épisode 21:Un cœur brisé et un croque-monstre
- États-Unis /  Canada : 9 mai 2019 sur CBS / CTV
- France :
  - 13 mai 2019 sur Canal+ Séries (en VOSTFr)
  - 12 août 2019 mycanal.fr (en VF)
  - 4 juillet 2020 sur NRJ 12 (en clair)

- États-Unis : 10,48 millions de téléspectateurs [23] (première diffusion)

### Épisode 22:Prix Nobel en direct
- États-Unis /  Canada : 16 mai 2019 sur CBS / CTV
- France :
  - 20 mai 2019 sur Canal+ Séries (en VOSTFr)
  - 12 août 2019 mycanal.fr (en VF)
  - 4 juillet 2020 sur NRJ 12 (en clair)

- États-Unis : 13,60 millions de téléspectateurs [24] (première diffusion)